# Even aan mijn moeder vragen
Even aan mijn moeder vragen is een lied uitgevoerd door Bloem. Het werd geschreven door Joost Timp en de muziekproducent was Will Hoebee. Het verhaal gaat over een jongen geld verdienend in een loket van een bioscoop, die aan zijn loket een meisje ziet, met wie hij uit wil. Zij weet het nog niet zo zeker en antwoordt: "Even aan mijn moeder vragen". De tekst rept over een soort anachronisme. In de jaren zeventig was de jeugd zo vrijgevochten, dat “aan mijn moeder vragen” nog zelden voorkwam, zoals de zanger ook meedeelt; hij is er niet rouwig om; hij heeft een afspraakje, alhoewel ze voor twaalf uur thuis moet zijn. Timp lichtte in Het Vrije Volk toe dat hij het liedje al eerder geschreven had en dat Hoebee het bij toeval hoorde.
Het liedje werd in 1980 ruim voordat het album Vooral jong blijven verscheen, op single uitgebracht met op de B-kant Kassa’s overdag. Dat is een meer rockachtig lied geschreven door alle bandleden, Joost Timp (toetsen), Tom Sijmons (gitaar), Cor Claessen (basgitaar) en Juus Piek (drumstel). Dat lied gaat over proletarisch winkelen. De combinatie leverde een bescheiden hitje op. In de Single Top 50 stond het zeven weken genoteerd met een hoogste plaats 15. in de Nederlandse Top 40 stond het zes weken met als hoogste plaats 14. Frits Spits heeft geprobeerd te verklaren waarom dit niemendallatje een hitje werd. Hij hield het op het vrolijke wijsje in crisistijd, zelfs de klemtonen in Annemarie zouden vrolijk klinken (Annemarie is trouwens ook een kassameisje op de B-kant). Nederlandse bands kwam destijds met bijvoorbeeld Koos Werkeloos van Klein Orkest. Spits merkte op dat er ook wel stoplappen in het liedje stonden, al eerder vond men enkele foutief gelegde klemtonen "charmant".

## NPO Radio 2 Top 2000
| Nummer met noteringen in de NPO Radio 2 Top 2000 | '99 | '00 | '01 | '02 | '03 | '04  | '05  | '06  | '07  | '08  |
| ------------------------------------------------ | --- | --- | --- | --- | --- | ---- | ---- | ---- | ---- | ---- |
| Even aan mijn moeder vragen                      | 598 | 784 | 937 | 998 | 885 | 1046 | 1299 | 1485 | 1463 | 1237 |

1. ↑  Een vetgedrukt getal geeft de hoogste notering aan.
2. ↑  Deze tabel is bijgewerkt tot en met de laatste editie (2024).